# ARM Cortex-A72
L'ARM Cortex-A72 est un processeur de la famille des ARMv8, 64 bits, proposé par ARM, à la suite des ARM Cortex-A50, en février 2015. Il est présenté comme 3,5 fois plus rapide que l'ARM Cortex-A15, doit être gravé en technologie 16 nm FinFET+, utilise comme les Cortex-A50 un bus CCI-500 et pourra être couplé à un processeur graphique Mali-T880.
D'après ARM, une dizaine de ses clients prévoient, lors de l'annonce, développer ce processeur, parmi lesquels HiSilicon (marque des semi-conducteurs  de Huawei), MediaTek ou encore Rockchip
À la mi-2019, le Raspberry Pi 4, comporte 4 Cortex-A72 à 1,5 GHz, tandis-que NXP propose une station de travail dont le SoC comporte 16 cœurs Cortex-A72 et supportant 64 Go de RAM (NXP Layerscape LX2160A).